# Henryk Zwiren
Henryk Zwiren (ur. 3 listopada 1911, zm. 5 grudnia 1971) – polski dziennikarz, korespondent.
Urodził się 3 listopada 1911 jako syn Józefa. W latach 60. był korespondentem Polskiej Agencji Prasowej w Waszyngtonie.
Zmarł 5 grudnia 1971. Został pochowany na Cmentarzu Wojskowym na Powązkach w Warszawie (kwatera B32-20-9). Jego żoną była Maria Kowalczyk-Zwiren z domu Goldszlak (1912-2005).

## Odznaczenia
- Krzyż Kawalerski Orderu Odrodzenia Polski (1954, w 10 rocznicę Polski Ludowej za zasługi w pracy zawodowej w dziedzinie prasy i publicystyki)[1]
- Złoty Krzyż Zasługi (1950, Na wniosek Komitetu Centralnego Polskiej Zjednoczonej Partii Robotniczej - za zasługi w dziedzinie publicystyki)[7]